# 7167 Laupheim
7167 Laupheim eller 1985 TD3 är en asteroid i huvudbältet som upptäcktes den 12 oktober 1985 av det amerikanska astronom paret Eugene M. och Carolyn S. Shoemaker vid Palomar-observatoriet. Den är uppkallad efter Volkssternwarte Laupheim och dess grundare Robert Clausen.
Asteroiden har en diameter på ungefär 23 kilometer.